# Fuentes de Balvanera
Fuentes de Balvanera es una localidad del estado mexicano de Guanajuato. Es parte del municipio de Apaseo el Grande. Fue fundada el 15 de septiembre de 2009.

## Demografía
| Censo | Población |
| ----- | --------- |
| 2010  | 2 727     |
| 2020  | 8 347     |